# Dějiny Střední Ameriky

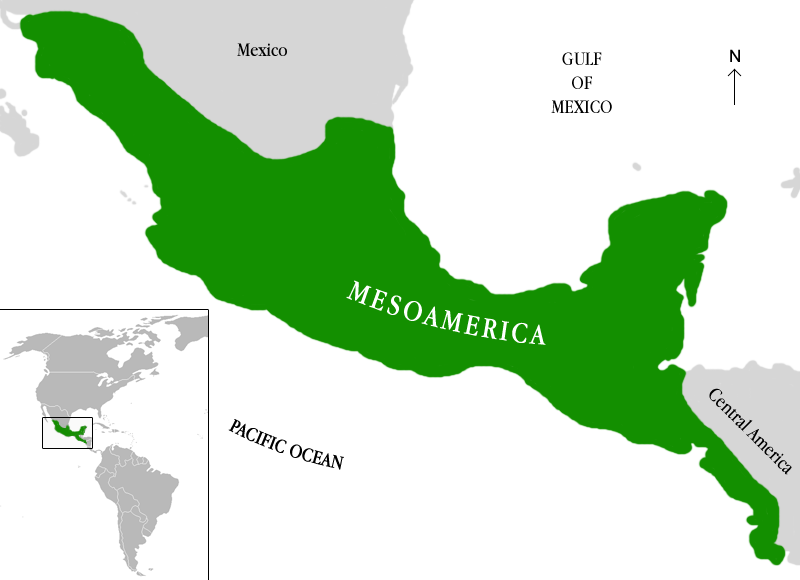
Geografické vymezení mezoamerického kulturního prostoru

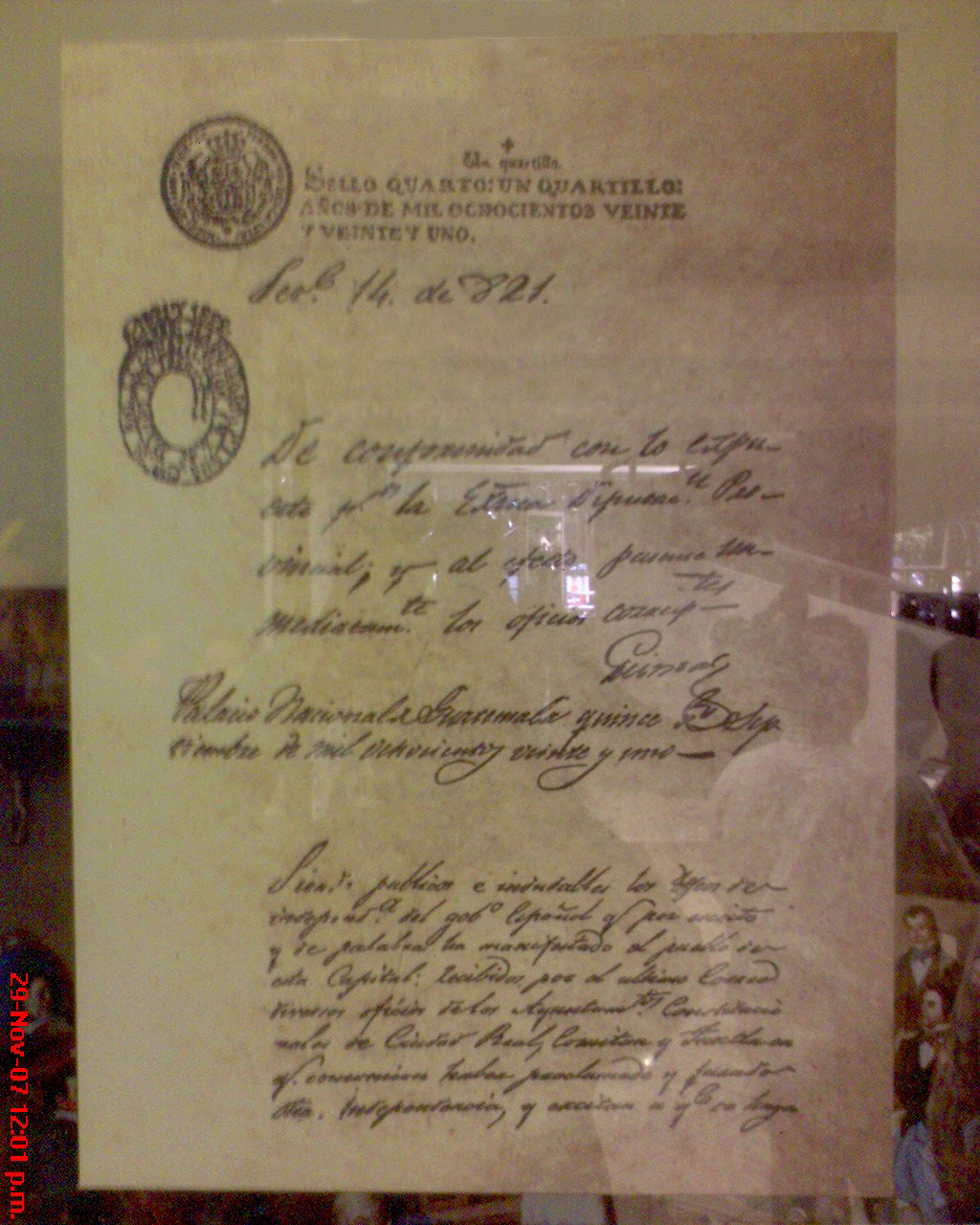
Deklarace nezávislosti

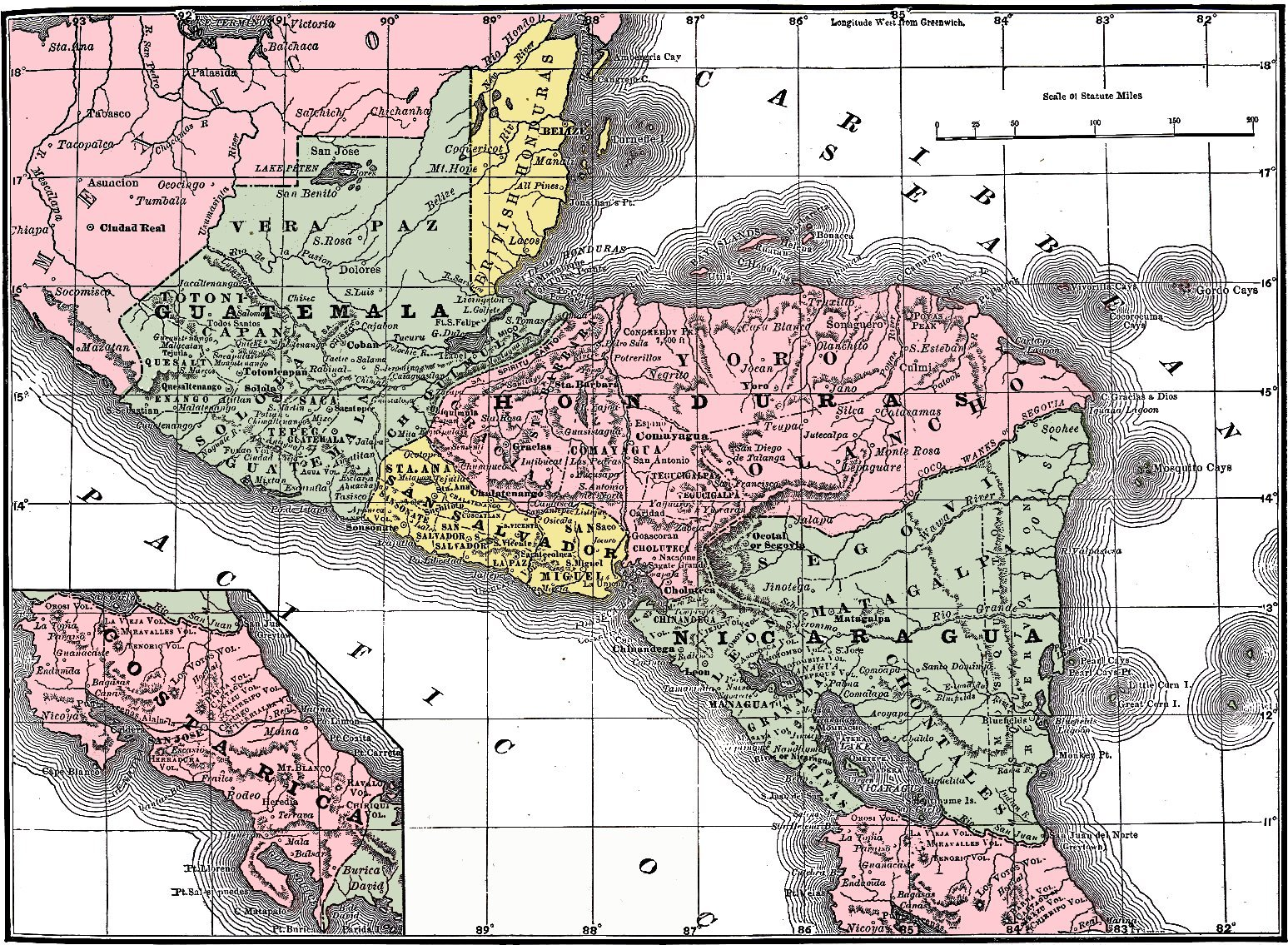
Mapa Střední Ameriky v roce 1892

logo SICA

Následující přehled uvádí základní informace o lidských dějinách v regionu Střední Ameriky (Belize, Guatemala, Salvador, Honduras, Nikaragua, Kostarika, Panama). 

## Předkolumbovské období
Před příchodem Evropanů na americký kontinent (tzv. předkolumbovské období) většina území Střední Ameriky byla v kulturní sféře mezoamerické civilizace. Domorodé původní mezoamerické kultury (Teotihuacan, Toltékové, Aztékové, Zapotékové, Mixtékové, Mayové, Olmékové, Totonakové) osídlily prostor, který se táhl od centrálního Mexika na severu až k severozápadu Kostariky na jihu. Toto území bylo příhodné pro lidské osídlení. Indiáni v dnešní Nikaraguy a Kostarice představovali obchodní spojení mezi mezoamerickým a jihoamerickým kulturním prostorem. Panamské území bývá zařazováno do jihoamerického předkolumbovského kulturního prostoru.

## Koloniální období
Po objevení Ameriky Kryštofem Kolumbem (1492) začala postupná kolonizace středoamerického regionu Evropany. Mezi roky 1519 a 1521 dobyl Hernán Cortés Aztéckou říši. V roce 1535 bylo španělským králem ustanoveno nové místokrálovství Nové Španělsko, které se rozkládalo na území dnešního Mexika, jihu USA a celé Střední Ameriky s výjimkou Panamy. Od roku 1560 byl zřízena generální kapitanát Guatemala s hlavním městem Antigua (známý též jako „Guatemalské království“, administrativně-správní územní jednotka španělské správy amerických držav), který zahrnoval Chiapas, Guatemalu, Honduras, Salvador, Nikaraguu a Kostariku. Guatemalský kapitanát byl de iure podřízen Novému Španělsku, prakticky byl ale vrchní velitel kapitánie podřízen přímo španělskému králi. Panama byla součástí místokrálovstí Nové Granady.
Kromě Španělů se ve středoamerickém regionu výrazněji prosadili Britové. Jejich državy Britský Honduras (od 1981 Belize) a Pobřeží Moskytů byly častým předmětem sporů mezi Brity a Španěly. 

## Nezávislost v 19. století
V období 1810 až 1826 vyhlásily nezávislost na Španělsku téměř všechny jeho americké kolonie. Osamostatnění guatemalské kapitánie proběhlo relativně poklidně oproti jiným oblastem Hispanoameriky. 15. září 1821 proběhla v městě Ciudad de Guatemala veřejná schůze, která vyústila v přijetí deklarace nezávislosti města na Španělsku a výzvu, aby ostatní provincie v rámci kapitánie udělaly totéž. Toto datum dodnes slaví většina středoamerických států jako státní svátek Den nezávislosti. Nezávislost ale netrvala dlouho – 5. ledna 1822 bylo území anektováno Mexickým císařstvím v čele s Agustínem de Iturbide. Po jeho rezignaci a rozpadu císařství vznikl 1. července 1823 nový stát Spojené provincie Střední Ameriky (bez Chiapasu, který zůstal pod správou Mexika). Tento státní útvar se rozpadl v období 1838 až 1840 občanskou válkou.
Během 19. století a začátku 20. století se uskutečnilo ještě několik pokusů o vytvoření společného státu:
- 1842–1844 Středoamerická konfederace (Confederación de Centroamérica) – dnešní Honduras, Salvador a Nikaragua „první pokus“
- 1849–1852 Středoamerická konfederace (Confederación de Centroamérica) – dnešní Honduras, Salvador a Nikaragua „druhý pokus“
- 1896–1898 Velká středoamerická republika (República Mayor de Centroamérica) – dnešní Honduras, Salvador a Nikaragua „třetí pokus“
- 1921–1922 Federativní středoamerická republika (República Federal de Centroamérica) – dnešní Guatemala, Honduras, Salvador a Kostarika

## 20. století
20. století se neslo v duchu snah o vzájemné sblížení, ale zároveň politické nestability a občanských válek. Až do roku 1934 v regionu Střední Ameriky do zdejšího politického vývoje zasahují Spojené státy americké, které zde vedly hned několik tzv. banánových válek (intervence v Hondurasu, Nikaragui). Roku 1903 se odtrhla Panama za podpory USA od Kolumbie. Od této doby se Panama snaží o kulturní a politické sblížení a integraci s ostatními středoamerickými státy, i přes své tradičně silné vazby na Jižní Ameriku. Roku 1907 byl založen Středoamerický soudní dvůr. Během druhé poloviny 20. století proběhlo několik občanských válek:
- Guatemalská občanská válka (1960-1996)
- Salvadorská občanská válka (1980-1992)
- Kostarická občanská válka (1948)
- Nikaragujská revoluce

Do roku 1981 bylo Belize britskou kolonií a i po získání nezávislosti spolupracuje na mezinárodní úrovni s anglofonními státy Karibiku a v procesu integrace Střední Ameriky stojí poněkud stranou.
Od roku 1993 působí v regionu Středoamerický integrační systém (SICA), kterého se účastní všech 7 středoamerických států a Dominikánská republika. Tato instituce zaštiťuje většinu snah o vzájemné porozumění a spolupráci (Středoamerický parlament, Středoamerická zóna volného obchodu, Středoamerická banka pro ekonomickou integraci).

## Světové dědictví UNESCO
Ve Střední Americe se nachází několik lokalit světového kulturního dědictví UNESCO.
- Předkolumbovské období
  - Copán
  - Tikal
  - Quiriguá
  - Joya de Cerén
  - Předkolumbovské osady s kamennými koulemi v Diquís
- Koloniální éra
  - Antigua Guatemala
  - León Viejo
  - Portobelo a San Lorenzo
  - Katedrála v Leónu
  - Panamá Viejo a historická část Ciudad de Panamá